# Promozione Sardegna 1982-1983
Nella stagione 1982-1983 la Promozione era sesto livello del calcio italiano (il massimo livello regionale). Qui vi sono le statistiche relative al campionato in Sardegna.
Il campionato è strutturato in vari gironi all'italiana su base regionale, gestiti dai Comitati Regionali di competenza. Promozioni alla categoria superiore e retrocessioni in quella inferiore non erano sempre omogenee; erano quantificate all'inizio del campionato dal Comitato Regionale secondo le direttive stabilite dalla Lega Nazionale Dilettanti, ma flessibili, in relazione al numero delle società retrocesse dal Campionato Interregionale e perciò, a seconda delle varie situazioni regionali, la fine del campionato poteva avere degli spareggi sia di promozione che di retrocessione.

## Girone A

### Squadre partecipanti
| Club                       | Città               |
| -------------------------- | ------------------- |
| G.S. Ambrosiana Monserrato | Monserrato (CA)     |
| G.S. Atletico              | Cagliari (CA)       |
| S.S.R. Decimoputzu         | Decimoputzu (CA)    |
| Pol. Gialeto               | Serramanna (CA)     |
| U.S. Gonnosfanadiga        | Gonnosfanadiga (CA) |
| Pol. Iglesias              | Iglesias (CA)       |
| G.S. I.N.A.                | Cagliari (CA)       |
| U.S. Mandas                | Mandas (CA)         |
| G.S. Orione Selargius      | Selargius (CA)      |
| G.S. Pirri                 | Pirri (CA)          |
| Pol. Pula                  | Pula (CA)           |
| U.S. Quartucciu            | Cagliari (CA)       |
| S.S. Riunite Decimoputzu   | Decimoputzu (CA)    |
| U.S. San Sperate           | San Sperate (CA)    |
| U.S. Torpedo               | Villasor (CA)       |
| U.S. Tortolì Autogliastra  | Tortolì (NU)        |

### Classifica finale
|  | Pos. | Squadra                             | Pt | G  | V  | N  | P  | GF | GS | DR  |
|  | ---- | ----------------------------------- | -- | -- | -- | -- | -- | -- | -- | --- |
|  | 1.   | Pol. Gialeto, Serramanna            | 42 | 30 | 14 | 14 | 2  | 31 | 11 | +20 |
|  | 2.   | G.S. Orione, Selargius              | 38 | 30 | 13 | 12 | 5  | 41 | 26 | +15 |
|  | 3.   | G.S. Pirri, Pirri                   | 38 | 30 | 11 | 16 | 3  | 39 | 26 | +13 |
|  | 4.   | U.S. Mandas, Mandas                 | 34 | 30 | 8  | 18 | 4  | 34 | 26 | +8  |
|  | 5.   | U.S. Atletico, Cagliari             | 33 | 30 | 12 | 9  | 9  | 37 | 37 | 0   |
|  | 6.   | S.S.R. Decimoputzu, Decimoputzu     | 31 | 30 | 10 | 11 | 9  | 43 | 32 | +11 |
|  | 7.   | U.S. Torpedo, Villasor              | 31 | 30 | 8  | 15 | 7  | 31 | 25 | +6  |
|  | 8.   | U.S. Tortolì Autogliastra, Tortolì  | 31 | 30 | 11 | 9  | 10 | 38 | 37 | +1  |
|  | 9.   | Pol. Iglesias, Iglesias             | 31 | 30 | 9  | 13 | 8  | 31 | 33 | -2  |
|  | 10.  | U.S. San Sperate, San Sperate       | 29 | 30 | 6  | 17 | 7  | 35 | 36 | -1  |
|  | 11.  | I.N.A. Cagliari, Cagliari           | 29 | 30 | 9  | 11 | 10 | 35 | 37 | -2  |
|  | 12.  | Pol. Libertas Barumini, Barumini    | 28 | 30 | 8  | 12 | 10 | 33 | 34 | -1  |
|  | 13.  | U.S. Gonnosfanadiga, Gonnosfanadiga | 28 | 30 | 9  | 10 | 11 | 25 | 29 | -4  |
|  | 14.  | Pol. Pula, Pula                     | 25 | 30 | 7  | 11 | 12 | 27 | 32 | -5  |
|  | 15.  | U.S. Quartucciu, Quartucciu         | 16 | 30 | 4  | 8  | 18 | 21 | 50 | -29 |
|  | 16.  | G.S. Ambrosiana, Monserrato         | 16 | 30 | 4  | 8  | 18 | 26 | 56 | -30 |

- Pula retrocesso, poi ripescato.

## Girone B

### Squadre partecipanti
| Club                | Città             |
| ------------------- | ----------------- |
| Pol. Arzachena      | Arzachena (SS)    |
| U.S. Bolotanese     | Bolotana (NU)     |
| Pol. Boys Algherese | Alghero (SS)      |
| U.S. Castelsardo    | Castelsardo (SS)  |
| A.S. Macomer        | Macomer (NU)      |
| Pol. Maddalena      | La Maddalena (SS) |
| U.S. Orosei         | Orosei (NU)       |
| Pol. Ossese         | Ossi (SS)         |
| S.C. Ozierese       | Ozieri (SS)       |
| U.S. Palau          | Palau (SS)        |
| A.C. Portotorres    | Porto Torres (SS) |
| U.S. San Giorgio    | Perfugas (SS)     |
| G.S. San Marco      | Cabras (OR)       |
| G.S. Tavolara       | Olbia (SS)        |
| S.Pol. Tharros      | Oristano (OR)     |
| Pol. Thiesi         | Thiesi (SS)       |

### Classifica finale
|  | Pos. | Squadra                        | Pt | G  | V  | N  | P  | GF | GS | DR  |
|  | ---- | ------------------------------ | -- | -- | -- | -- | -- | -- | -- | --- |
|  | 1.   | G.S. San Marco, Cabras         | 45 | 30 | 20 | 5  | 5  | 66 | 19 | +47 |
|  | 2.   | Pol. Arzachena, Arzachena      | 44 | 30 | 20 | 4  | 6  | 62 | 23 | +39 |
|  | 3.   | S.C. Ozierese, Ozieri          | 40 | 30 | 14 | 12 | 4  | 35 | 19 | +16 |
|  | 4.   | A.C. Portotorres, Porto Torres | 38 | 30 | 14 | 10 | 6  | 47 | 27 | +20 |
|  | 5.   | U.S. Castelsardo, Castelsardo  | 37 | 30 | 13 | 11 | 6  | 40 | 32 | +8  |
|  | 6.   | S.C. Tharros, Oristano         | 35 | 30 | 14 | 7  | 9  | 42 | 40 | +2  |
|  | 7.   | Pol. Maddalena, La Maddalena   | 31 | 30 | 11 | 9  | 10 | 46 | 39 | +7  |
|  | 8.   | U.S. San Giorgio, Perfugas     | 29 | 30 | 9  | 11 | 10 | 34 | 36 | -2  |
|  | 9.   | Pol. Thiesi, Thiesi            | 28 | 30 | 9  | 10 | 11 | 35 | 35 | 0   |
|  | 10.  | A.S. Macomer, Macomer          | 26 | 30 | 9  | 8  | 13 | 32 | 42 | -10 |
|  | 11.  | U.S. Palau, Palau              | 25 | 30 | 6  | 13 | 11 | 31 | 47 | -16 |
|  | 12.  | Pol. Ossese, Ossi              | 24 | 30 | 5  | 14 | 11 | 26 | 33 | -7  |
|  | 13.  | G.S. Tavolara, Olbia           | 24 | 30 | 5  | 14 | 11 | 30 | 42 | -12 |
|  | 14.  | A.S. Orosei, Orosei            | 23 | 30 | 7  | 9  | 14 | 31 | 43 | -12 |
|  | 15.  | Pol. Boys Algherese, Alghero   | 16 | 30 | 2  | 12 | 16 | 20 | 49 | -29 |
|  | 16.  | A.S. Bolotanese, Bolotana      | 15 | 30 | 2  | 11 | 17 | 21 | 54 | -33 |

- Arzachena e Tharros sono promosse per ripescaggio.